# Maestro dei Polittici Crivelleschi
Le Maestro dei Polittici Crivelleschi   (Maître des polyptyques Crivelleschi ) est un peintre italien anonyme du XVe siècle, qui fut actif dans les Abruzzes.

## Biographie
Maestro dei Polittici Crivelleschi   est le nom donné à un peintre actif au XVe siècle à qui l'on attribue certaines œuvres restées anonymes à partir d'un profil stylistique et d'éléments communs ou similaires chronologiquement proches du polyptyque de Tocco Casauria de 1489.
L'épithète  dei polittici Crivelleschi  provient du fait que l'on ne possède de lui que des polyptyques  ou des parties de ceux-ci.
C'est le seul peintre disciple de Carlo Crivelli actif dans les Abruzzes et probablement natif de cette région.
Actif au XVe siècle il a rencontré un vif succès dans les grandes villes des Abruzzes et a fait partie des principaux peintres actifs avant l'arrivée d'Andrea de Litio (v. 1410 – v. 1491). Quelques similitudes de style entre le maestro et Delitio font penser que ce dernier aurait apprécié ses œuvres.
Une des  œuvres du Maestro dei Polittici Crivelleschi, datée de 1489, fait penser qu'il aurait été éclipsé un temps par Andrea De Litio et qu'il aurait retrouvé son statut de « préféré » après sa mort.

## Œuvres
- Vierge à l'Enfant, Saint François et deux polyptyques, Museo Nazionale d'Abruzzo, L'Aquila
- Diptyque, Pinacoteca Civica, Teramo
- Diptyque (1489), Pinacoteca Costantino Barbella, Chieti
- Vierge et l'Enfant trônant (1489), polyptyque, tempera sur bois, église Santa Maria delle Grazie, Tocco da Casauria.
- Vierge à l'Enfant trônant avec saint François, saint Michel Archange, saint Jérôme, saint Antoine (fin XVe siècle), tempera sur bois, couvent Sant'Angelo d'Ocre, Ocre.
- Saint Antoine de Padoue (1489), tempera sur bois, couvent Santa Maria delle Grazie, Tocco da Casauria.
- Vierge à l'Enfant trônant avec les saints Bernardin, François, Antoine et Saint Jean de Capestrano (fin XVe siècle), tempera sur bois, couvent San Giovanni, Capestrano.

## Sources
- (it) Cet article est partiellement ou en totalité issu de l’article de Wikipédia en italien intitulé « Maestro dei Polittici Crivelleschi » (voir la liste des auteurs).